# Franz Stenger
Franz Stenger (* 13. Juni 1859 in Erfurt; † 21. Mai 1893 in Berlin) war ein deutscher Physiker und Elektroingenieur.

## Leben
Franz Stenger promovierte 1883 an der Universität Straßburg (Dissertation: Ueber das Verhalten des Kalkspaths im homogenen magnetischen Felde), war kurze Zeit bei der Deutschen Edison-Gesellschaft und hielt an der Technischen Hochschule in Berlin Vorlesungen über Telegrafie. Er war in Berlin Assistent von August Kundt und war ab 1889 Professor am Polytechnikum in Dresden, wo er ein Übungslabor für die Studenten aufbaute und schon 1892 eine Vorlesung über Elektrochemie hielt. Ab 1893 war er Abteilungsleiter an der Physikalisch-Technischen Reichsanstalt in Berlin, war dort Professor für Elektrotechnik und Direktor des 2. Technischen Laboratoriums.
Er war Mitarbeiter am von Adolf Winkelmann herausgegebenen  Handbuch der Physik.